# 構造的帰納法
構造的帰納法（こうぞうてききのうほう、英: structural induction）とは、数学的帰納法を一般化した証明手法の一つ。数理論理学、計算機科学、グラフ理論などの数学分野で使用される。
構造的再帰 (structural recursion) は再帰の手法の一つ。通常の再帰が数学的帰納法と関係を持つのと同様に、構造的再帰は構造的帰納法と関係を持つ。

## 概要
構造的帰納法は、（リストや木構造のように）再帰的に定義された構造のある種の x に関する全称命題 ∀x. P(x) を証明する手法である。そのような構造の上には、整礎な半順序が定義できる。（リストに対する「部分リスト」、木構造に対する「部分木」など。）　構造的帰納法による証明は、構造のすべての極小元がある性質を持ち、「ある構造 S の直接の部分構造がその性質を持つなら、S もその性質を持つ」ことを示すものである。（形式的にいえば、それによって整礎帰納法の原理の前提が証明されるため、整礎帰納法から結論が導かれる。このことから、前述の2つの条件が「すべての x がその性質が持つ」ことを示すのに十分だといえるのである。）
構造的に再帰した関数(structurally recursive function)は、再帰関数と同じ考え方で定義される。基礎ケース(base cases)が各極小元を処理し、帰納ステップと呼ばれる規則が再帰を処理する。構造的再帰の正しさは、通常、構造的帰納法によって証明される。特に簡単な場合には、帰納ステップはしばしば省略される。以下の length 関数と ++ 演算子は、構造的に再帰した関数の例である。
例として線型リストの構造を考える。通常は半順序 '<' を、リスト L, M に対して「L が M の尾部(tail)であるときに L < M」と定める（厳密にはその推移閉包をとる）。この順序において、空のリスト [] は唯一の極小元である。リストの元 l に対する述語 P(l) の構造的帰納法による証明は、次の2つの部分証明からなる。
1. P([]) が真である。
2. あるリスト L について P(L) が真であり、L がリスト M の尾部であると仮定したとき、P(M) も真である。

結局のところ、関数や構造の定義の仕方によっては、基礎ケースが2つ以上あったり、帰納ケースが2つ以上あったりする。それゆえ、それらのケースにおいて、ある性質 P(l) の構造的帰納法による証明は次の2つからなる。
1. 各基礎ケース BC に対して P(BC) を証明する。
2. 構造のある要素 I について P(I) が真であり、M が I にいずれかの再帰ルールを適用して得られるなら、P(M) もまた真である、ということを証明する。

## 例

### 家系図での例

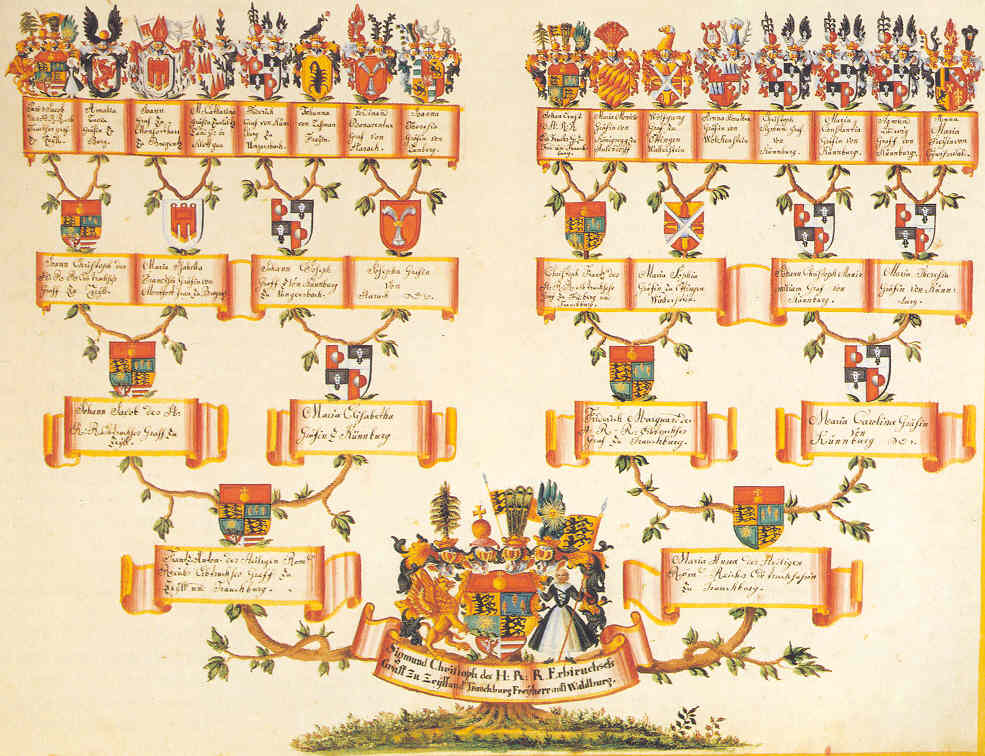
31人の人物を記した、5世代にわたる家系図

家系図は次のように再帰的に定義される、よく知られた木構造である。
- 最も簡単なケースでは、家系図はたった1人だけを記す。（その人の両親が知られていない場合。）
- あるいは、1人と、その両親の家系図2つへの枝からなる。（証明を簡単にするため、一方の親が知られていたら、両方とも知られていることにしている。）

例として、性質「g 世代にわたる家系図は、多くとも 2g-1 人だけを記している。」を、構造的帰納法によって次のように証明する。
- 単純なケースでは、家系図はちょうど1人だけを記す。そのため g = 1 である。1 ≦ 21 - 1 であるから、前述の性質を満たしている。
- あるいは、家系図は1人とその両親の家系図からなる。親の家系図はいずれも全体の家系図の部分構造だから、それらは前述の性質を満たしていると仮定できる。（これを帰納法の仮定(induction hypothesis)という。）　すなわち、親の家系図に記される世代の数をそれぞれ g, h で表し、親の家系図に記される人数をそれぞれ p, q で表すと、p ≦ 2g-1 と q ≦ 2h-1 が成り立つ、と仮定する。
  - g ≦ h のとき、全体の家系図は (h + 1) 世代にわたり、記されているのは p + q + 1 人である。p + q + 1 ≦ (2g - 1) + (2h - 1) + 1 ≦ (2h - 1) + (2h - 1) + 1 = (2h + 1 - 1) + 1。ゆえに、全体の家系図が性質を満たしていることが分かる。
  - h ≦ g のときも同様。

したがって、すべての家系図が上記の性質を持つ。

### 連結リストでの例
より形式的な例を挙げる。次のようなリストの性質を考える。
```
    length (L ++ M) = length L + length M          [EQ]
```

ここで L と M はリストであり、演算子 ++ はリストの連結を表している。
これを証明するには、length と ++ の定義が必要である。
```
    length []     = 0                  [LEN1]
    length (h:t)  = 1 + length t       [LEN2]
```

```
    []    ++ list = list               [APP1]
    (h:t) ++ list = h : (t ++ list)    [APP2]
```

ここで (h:t) は、最初の要素が h で、残りの要素がリスト t で表されるようなリストを表す。[] は空のリストを表す。
いま示そうとしているリストの性質 P(L) は、「すべてのリスト M に対して、上述の等式 EQ が成り立つ」ことである。リストに関する構造的帰納法によって、∀L. P(L) を証明する。
まず P([]) が真であることを示そう。つまり、L = [] であるときに、すべてのリスト M に関して EQ が成り立つことだ。これは次の等式で証明される。
```
      length (L ++ M)  = length ([] ++ M)             (仮定 L = [] より)
                       = length M                     (APP1 より)
                       = 0 + length M
                       = length [] + length M         (LEN1 より)
                       = length L  + length M
```

次に、すべての 空でない リスト I を考える。I は空でないから、先頭の要素を持つ。それを x とし、残りの要素からなるリストを xs とする。(これは I = x:xs と表せる。)　ここでの帰納法の仮定は、すべてのリスト M に対して次の等式 (EQ の L = xs の場合) が成り立つことである。
```
    length (xs ++ M) = length xs + length M    (帰納法の仮定)
```

このとき、P(I)、すなわちすべてのリスト M に対して EQ (の L = I の場合) が成り立つことを示したい。先ほどと同様に計算する。
```
    length L  + length M      = length (x:xs) + length M
                              = 1 + length xs + length M     (LEN2 より)
                              = 1 + length (xs ++ M)         (帰納法の仮定より)
                              = length (x: (xs ++ M))        (LEN2 より)
                              = length ((x:xs) ++ M)         (APP2 より)
                              = length (L ++ M)
```

したがって、構造的帰納法により、すべてのリスト L に対して P(L) が真であることが示された。すなわち、すべてのリスト L と M に対して EQ が真である。

## 整礎
標準的な数学的帰納法が整列原理に相当するように、構造的帰納法も整列原理に相当する。ある種の構造全体からなる集合が整礎な前順序を備えていたら、そのすべての空でない部分集合は極小元を持つ。（これは整礎関係の定義である。）　いまの文脈においてこの性質が重要なのは、「証明しようとしている定理に反例があるなら、極小な反例が存在する」と推論できるからである。ここでさらに「極小な反例が存在するなら、より小さい反例がある」ことを示すことができれば、「極小な反例が極小でない」という矛盾が起こる。そして（背理法により）「反例の集合は空である」という結論が得られる。

### 例
この種の議論の例として、二分木全体の集合を考える。二分木 S, T に対して「S のノードの数が T より少ないときに S < T」として、整礎な前順序 < を定めておく。
命題「全二分木(full binary tree)の葉の数は、内部ノードの数より1多い。」を証明する。仮に反例があるとしよう。すると、内部ノードの数が極小な反例 C がある。C の内部ノードの数を n、葉ノードの数を l とする。選び方より n + 1 ≠ l。これにより、C は自明な木ではない （自明な木は n = 0, l = 1 であるため）。したがって、C のいずれかの葉ノード L は、親がある内部ノード N である。C は全二分木であるから、内部ノード N はちょうど2つの子ノード L, S を持つ。C から N と L を削除して、N のあった位置に S を移動することで、新しく全二分木 C’ を作る。その内部ノードの数と葉ノードの数は、それぞれ n, l より1ずつ少ないので、等式 n + 1 ≠ c を保つ。ゆえに、C’ も命題の反例であるが、それは C が極小な反例であることと矛盾する。背理法により、始めの命題が真であると示された。

## 関連文献
- Hopcroft, John E.; Rajeev Motwani; Jeffrey D. Ullman (2001). Introduction to Automata Theory, Languages, and Computation (2nd ed.). Reading Mass: Addison-Wesley. ISBN 0-201-44124-1

Early publications about structural induction include:
- Burstall, R.M. (1969). “Proving Properties of Programs by Structural Induction”. The Computer Journal 12 (1):  41-48. doi:10.1093/comjnl/12.1.41.
- Aubin, Raymond (1976), Mechanizing Structural Induction, EDI-INF-PHD, 76-002, University of Edinburgh, hdl:1842/6649
- Huet, G.; Hullot, J.M. (1980). “Proofs by Induction in Equational Theories with Constructors”. 21st Ann. Symp. on Foundations of Computer Science. IEEE. pp. 96–107.